# 酔拳
酔拳（すいけん、Zui Quan 、Drunken boxing）は、中国武術の一種。まるで酒に酔っ払ったかのような独特な動作が特徴的な拳種に冠せられた総称である。
実際は中国武術に「酔拳」という名称の門派（流派）は無く、「酔八仙拳」や「東海酔拳」「武松酔拳」「酔酒魯智深拳」「魯智深酔拳」「酔羅漢拳」「酔酒拳」「酔盃拳」など、中国の南北に多数の酔拳と称される拳があるだけである。中国武術の分類においては地功拳（地身尚拳）系や象形拳に分類され、地面の上を転げ回りながら戦うことに適し、また足場の悪い場所での戦いにも適するという。現在では、大会における表演武術としても知られている。映画『ドランクモンキー 酔拳』のコピー「酔えば酔うほど強くなる」はよく知られているが、実際にはフィクションのように酒を飲んで戦う拳法ではなく、酔っ払ったかのような動作で攻撃をかわしたり、相手を油断させた隙に攻撃したりする術である。水滸伝の登場人物（花和尚魯智深など）が伝説上の始祖とされることもある。

## 酔八仙拳
酔八仙拳の八仙とは、中国の有名な八人の仙人であり、酔八仙拳は八仙の酒に酔う姿を模した象形拳でもある。
伝説では各地に伝わる酔拳を、蘇燦（蘇乞兒、蘇化子、蘇花子とも。いずれも「乞食の蘇」という意味）と范大杯という2人の武術家が研究し、それに少林拳や、八仙拳、地功拳などの技術を組み合わせることで、酔八仙拳を創始したと言われている。酔八仙拳の表舞台への登場は、「上海精武体育会」の教師であった陳維賢が酔八仙拳を伝え、以後、民間に広く伝播されるようになったことが始まりであったという。正確には酔酒逍遥拳と過海八仙拳に南北少林拳や象形地功拳を合せたのが酔酒八仙拳である。尊称としては、酔酒八仙神拳でもある。

## 伝人（伝承者）
- 李元智（1903－1972）秘宗拳で知られる武術家。傳万祥に酔八仙を習ったとされる[1]。

- 黄漢勛 七星螳螂拳で知られる武術家。羅光玉の弟子。羅光玉に酔羅漢拳を習ったとされる[2]。酔羅漢拳は螳螂拳に伝わる地功拳の套路（拳套、型）。
- 龍飛雲（1955－2007）日本の武術家｡単身台湾に渡り北派拳法の修行を重ねる。酔八仙拳を日本に伝承した最初の人物。

## 酔拳に関する諸説
- 酔拳は地功拳（地面を背にして戦う拳）に属し、中国北部の雪深い地域にて編み出されたものであり、足場の悪い場所では寝転んで戦ったほうが良いという必然性により生まれたとする説がある。

- 酔拳は中国では男性のみの拳法という見方が強い。そのため日本で活動する女性中国武術家の陳静は、日本のテレビ番組等で酔拳の演舞を求められても「女性は酒を飲まない」と言って拒否しており、彼女の武術の型を多く載せている学研の「図説・中国武器集成―決定版 (歴史群像シリーズ)」でも酔拳だけは彼女が指導している男性武術家の型を載せている。

- 酔拳の代表的な手型、杯手（お銚子を象った手）は喉のツボを掴み喉を破壊するためであり、実戦時には鳳眼拳（人差し指をにぎりこみ突き出した拳）に変化し急所をつくこともある。他にも種類があり3本の指（親・人・中指）を広げた一般的な型、北派の酔拳が使う月牙叉手（親・人指を広げた形）等、演武する套路上に出てくる3種類の手型があるが使用法などはまったく同じである[3]。

- 酔八仙拳は仙人1人につき1技である。これは南北両派とも同じである。源流の八仙拳でも8人の仙人の特徴を表した7字の8つの漢詩文があり、それに沿って技が構成されている[3]。正確には、一仙につき八技の為に8×8＝64通りの大小様々な変化技があるのである。

- 酔拳には他にも、『西遊記』の孫悟空をモデルとした猿拳系の、酔猴（コウ）拳がある[3]。

- 中国の小説『水滸伝』には酔拳の戦闘描写シーンがある。この物語描写をヒントにして本物の酔拳の技法が作られることもある[3]（実際には泥酔した登場人物が徒手で戦っている描写で、拳法としての酔拳を使っているわけではない）。

- 地功拳・酔拳ともに相手に圧し掛かり敵足を刈り、全体重を掛けて倒れこみ肘打を極め打ち倒す「倒極法」を技の根本とするものであるとする説もある[4]。

- 中国との国境近くのロシア共和国の一部地域にも、酔拳にも似た酔うさまにて鎧を着て刀を振るう格技が伝えられているという[5]。

- 俗説によれば酔拳の酒に酔う様は古代中国のシャーマニズムを継承しトランス状態（道教の天人合一思想）を現したものとされる[6]。護身術を兼ねた娯楽あるいは郷土芸能としての側面もあると見る人もいる。

- 水滸伝に登場する義侠心と人情に厚い「花和尚」魯智深や虎をも倒す拳法の達人「行者」武松のエピソードと酔拳の大衆的な人気は無関係ではないと見る人もいる。

## 酔拳が使用されている主な作品
- ドランクモンキー 酔拳 - ジャッキー・チェン主演の1978年の香港映画。主人公は、実在の武術家黄飛鴻をモデルとしており、蘇化子から酔八仙拳を修得する。当時の香港映画には珍しく「仇討ち」パターンではない。ジャッキー・チェンは南拳（洪家拳の1技、酔酒八仙）の技法を基にしたアクロバット・カンフーを見せる。
- 南北酔拳 - ユエン・シャオティエン主演の1979年の香港映画。物語的には『ドランクモンキー 酔拳』のすぐ後で、ユエン・シャオティエン演じる蘇化子が妻が迎えた養子に酔拳を教授する。
- 少林寺 - ジェット・リー主演の1982年の香港映画。劇中のシーンにおいて使われている。こちらは『ドランクモンキー 酔拳』のものとは違い、原型の一つである少林拳のものが使われている。
- キング・オブ・カンフー - チャウ・シンチー主演の1992年の香港映画。蘇乞兒こと若き日の蘇化子の物語ではあるが「酔拳」ではなく「睡拳」である。
- ワンス・アポン・ア・タイム・イン・チャイナ/天地雷鳴 - ドニー・イェン主演の1993年の香港映画。坊ちゃん育ちの蘇乞兒が裏切りと罠にはめられどん底から這い上がる物語。アヘンを密輸するイギリス商人や邪教の徒、黒幕である清朝の親王に対して黄飛鴻と共闘する。
- ラスト・ヒーロー・イン・チャイナ 烈火風雲 - ジェット・リー主演の1993年の香港映画。黄飛鴻繋がりのパロディが使用されている。
- 酔拳2 - 『ドランクモンキー 酔拳』の続編の1994年の香港映画。続編と言っても物語のつながりはほとんど無いが、殺陣において前作で出てきた型を使っている。
- 酔拳3 - アンディ・ラウ主演の1994年の香港映画。
- 酔猴拳VS蛇拳
- 酔拳 レジェンド・オブ・カンフー - チウ・マンチェク主演の2010年の中国映画。監督ユエン・ウーピン。蘇乞兒（スー・サン）を主人公とした映画。
- ドラゴン・キングダム - 2008年公開。ジャッキー・チェンが酔拳の達人の役。
- マッハ!弐
- チョコレート・ソルジャー
- Marvel アイアン・フィスト - フィン・ジョーンズ主演の2017年のNetflixオリジナルドラマ。第1シーズン第8話の「傷だらけの果実」において、ヤミノテの守人である「ジョウ・チェン」というキャラクターが酔拳を使用する。
- 戦国獅子伝 - 辻真先原作・横山光輝作画による1972年 - 1973年連載の漫画。『ドランクモンキー 酔拳』より古い作品であるが、主人公の好敵手朱豹が酔拳の使い手という設定。なお、酒を飲んで闘う拳法とされている。
- 五星戦隊ダイレンジャー - スーパー戦隊シリーズ、メンバーのキリンレンジャーが使う拳法「麒麟拳」は酔拳の祖という設定で、アクションや名乗りのポーズに酔拳の型が取り入れられている。
- アフリカン・カンフー・ナチス

ジャッキー・チェンの『ドランクモンキー 酔拳』によって酔拳は広く一般に知られるようになった。以来、酔拳はフィクションの世界でもよく扱われている。フィクションの酔拳使いは、シラフの状態では技が今ひとつキレないが、酒を飲むと本来の強さに目覚める、いわゆる「酔えば酔うほど強くなる」というような特異な性質を付されることがある。また、上記の『ドランクモンキー 酔拳』において使用された後の他作品でも酔拳を使う際にリスペクトとして、古典的楽曲の一つである将軍令が使われたりすることも多い。